# جيانكارلو فيريرو
جيانكارلو فيريرو (بالإيطالية: Giancarlo Ferrero)‏ (29 أغسطس 1988 في إيطاليا - ) هو لاعب كرة سلة إيطالي في مركز مدافع مسدد الهدف. لعب مع بالاكانسترو فاريزي.

## وصلات خارجية
- جيانكارلو فيريرو على موقع الاتحاد الدولي لكرة السلة (الإنجليزية)
- جيانكارلو فيريرو على موقع كرة السلة الأوروبية.كوم (الإنجليزية)
- جيانكارلو فيريرو على موقع ريلجم (الإنجليزية)
- جيانكارلو فيريرو على موقع بروبوليرز (الإنجليزية)
- جيانكارلو فيريرو على موقع سبورتس رفرنس (الإنجليزية)